# Luigi Grimani
Luigi Grimani, detto anche Alvise (Venezia, ... – Bergamo, 4 dicembre 1656), è stato un vescovo cattolico italiano.

## Biografia
Appartenente a una nobile famiglia veneziana, Luigi Grimani nacque a Venezia, figlio del procuratore di San Marco e cavaliere Antonio Grimani di Giovanni, del ramo ai Servi, e di sua moglie Fiorenza Cappello, di Silvano. Intraprese la carriera ecclesiastica, spinto in questo dallo zio omonimo in precedenza arcivescovo di Candia. Il 12 gennaio 1633 Luigi Grimani venne consacrato vescovo di Bergamo da papa Urbano VIII. La sua ascesa alla cattedra episcopale di Bergamo fu essenzialmente possibile grazie all'appoggio del fratello maggiore Giovanni e del potente "Partito Cornaro", capeggiato appunto dalla famiglia Corner che era strettamente legata alla Santa Sede.
Durante il suo lungo episcopato, venne chiamato a dirimere la questione del diritto di precedenza tra la parrocchia primigenia di Villa di Tirano e quella di San Martino di Tirano che, proprio durante il suo episcopato, venne elevata al rango di collegiata prepositurale.
A Cerete Basso, nella chiesa di San Vincenzo Martire, Grimani si prodigò per far effettuare i restauri dell'edificio sacro. I lavori furono organizzati da due sacerdoti, don Stefano Perinei e suo nipote Giuseppe, che secondo il gusto dell'epoca inserirono nelle decorazioni restaurate anche personaggi tratti dalla cultura pagana, come Giove e Marte, forse per  coniugare l'Olimpo pagano con la cosmologia cristiana. Quando nel 1634 il vescovo venne in visita nella chiesa parrocchiale restaurata, notò quegli affreschi e diede ordine a don Giuseppe Vinetti di distruggerli. Questi non lo fece, ma scatenò nel contempo un grave problema di ordine pubblico nella comunità che credeva che il proprio parroco volesse tornare al paganesimo. Don Giuseppe Vinetti venne ucciso appena fuori della chiesa con un colpo di spranga in testa. Per conseguenza sia il vescovo Grimani che il doge di Venezia avviarono un'inchiesta che, pur non arrivando al nome del colpevole, portò alla distruzione degli affreschi.
Grimani ebbe per confessore padre Girolamo da Salò, un noto predicatore della sua epoca.
Rimase in carica a Bergamo sino alla sua morte, avvenuta il 4 dicembre 1656.